# 28 Sagittarii
28 Sagittarii är en misstänkt variabel i stjärnbilden Skytten.
28 Sagittarii varierar mellan fotografisk magnitud +5,47 och 5,51 utan någon fastställd period. Den befinner sig på ett avstånd av ungefär 685 ljusår.